# Mission Elapsed Time
Mission Elapsed Time (MET) — время, используемое NASA во время своих космических миссий. Поскольку время имеет огромное значение в миссии, все события после запуска планируются по MET. Это позволяет избежать постоянного переноса событий в случае сдвига времени запуска. Часы MET устанавливаются в ноль в момент взлета и отсчитывают вперед в обычных днях, часах, минутах и секундах. Например, 2:03:45:18 MET означает, что с момента взлета прошло 2 дня, 3 часа, 45 минут и 18 секунд. До миссии Спейс Шаттл, MET называлось Ground Elapsed Time (GET).
Международная космическая станция не использует часы MET, поскольку это «постоянная» и международная миссия. МКС использует среднее время по Гринвичу. В Спейс Шаттле также были установлены часы UTC, чтобы космонавты могли легко определить время на борту МКС.
В 2019 году испытательный полет космического корабля Boeing CST-100 Starliner был приземлен на 45 минут раньше запланированного из-за неправильно установленного Времени миссии на борту корабля.